# Sistema de bolsa de ostomía
Un sistema de bolsa de ostomía es un dispositivo médico protésico que actúa como medio de recolección de desechos desde un sistema biológico desviado quirúrgicamente (colon, íleon, vejiga) y la creación de un estoma. Los sistemas de bolsa se asocian más comúnmente a colostomías, ileostomías y urostomías. Normalmente consisten en una bolsa de recogida y una placa sobre la piel que se conecta con el estoma, que es la parte del cuerpo que se ha desviado hacia la piel. El sistema puede ser de una pieza formado solamente por una bolsa o, en algunos casos, lleva un dispositivo colocado sobre la piel con una bolsa de recogida que está conectada mecánicamente o con un adhesivo en un sello hermético, conocido como sistema de dos piezas.
El sistema utilizado varía entre individuos y a menudo se basa en una razón médica, preferencia personal y estilo de vida.

## Usos
Los sistemas de bolsa de ostomía recogen residuos que se obtienen de un estoma. El sistema de bolsa permite que el estoma se vacíe en una bolsa colectora sellada al tiempo que protege la piel circundante de la contaminación. Se utilizan para conservar la independencia de manera que el usuario pueda seguir llevando un estilo de vida activo que incluya todas las formas de deporte y recreación.

## Barreras cutáneas
Los barreras de ostomía se asientan en la piel y separan la bolsa de ostomía del conducto interno. No siempre están presentes. Estas barreras, también denominadas placas, discos o bases, se fabrican con pectina o un material orgánico similar y están disponibles en una amplia variedad de tamaños para acomodarlos a la anatomía particular de cada persona.
La abertura interna debe ser del tamaño correcto para adaptar el estoma del individuo mientras se protege la piel del contacto con los desechos. Los métodos para medir esta apertura varían dependiendo del tipo de disco/base; algunos tamaños ya cortados están disponibles, algunos usuarios personalizan la apertura con tijeras. Los fabricantes han presentado hace poco discos moldeables a los que se puede dar forma manualmente sin usar tijeras. La adhesión a la piel de los discos/bases/placas modernos se optimiza en los cinco parámetros que un adhesivo requiere:
1. absorción

2. sujeción y adherencia
3. flexibilidad
4. resistencia a la erosión
Las barreras de extracción tienen mayor facilidad de extracción. Además, las barreras con el borde adhesivo pueden proporcionar la seguridad adicional de que el sistema no se moverá. El empleo de una película de barrera de aerosol antes de colocar la placa mejorará la adhesión, aliviará la piel irritada y protegerá la piel de la irritación.
Un disco puede durar entre uno y varios días antes de que sea necesario reemplazarlo; esto depende mucho del estilo de vida de la persona, de su ostomía y de su anatomía.

## Bolsas
El método de adhesión a la barrera varía entre los fabricantes, ya que encontramos los permanentes (una pieza), de cierre de clic (tipo táper), los anillos de bloqueo rotativos y las monturas adhesivas "pegajosas". El diseño de dos piezas permite que se recambien las bolsas sin retirar la placa; por ejemplo, algunas personas prefieren cambiar temporalmente a una mini bolsa para nadar, tener relaciones íntimas y otras actividades de corta duración. Las mini bolsas son adecuadas solo para un uso mínimo.
Las bolsas pueden dividirse en dos tipos básicos: abiertas (drenables) y cerradas (desechables).
Las abiertas tienen un extremo que se puede volver a sellar y que puede abrirse para drenar el contenido de la bolsa en un inodoro. El extremo está sellado con un cierre tipo velcro o un simple cierre.

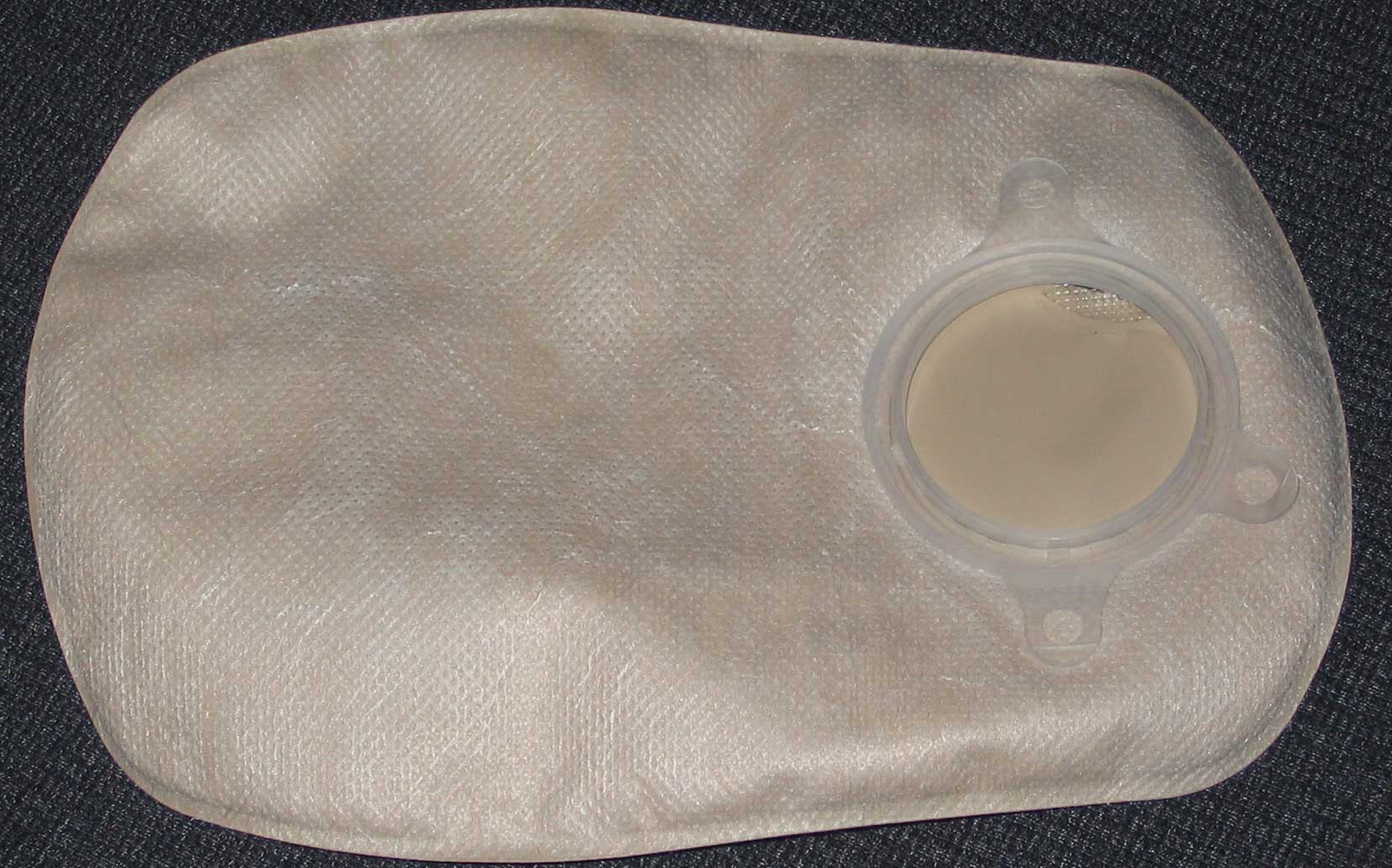
bolsa de ostomía

Las bolsas cerradas se pueden retirar y reemplazar por una bolsa nueva una vez que estén llenas o se pueden vaciar y enjuagar. La placa o disco no necesita reemplazarse. El uso de las bolsas abiertas frente a las cerradas depende de la frecuencia con la que un individuo necesite evacuar, así como su situación económica. Durante la digestión se generan gases y una bolsa hermética los recogerá y se inflará. Para prevenirlo, algunas bolsas vienen con ranuras de filtro de carbón que permitirán que el gas escape y evitarán que se hinche por la noche. Algunos hedores pueden expulsarse a través del filtro de carbón, especialmente si no se utiliza suficiente desodorante en la bolsa.
Las fundas de las bolsas son útiles para cubrir la bolsa de plástico cuando se expone al estirarse o durante otra actividad física. Por lo general, están hechas de tela y pueden ser decorativas o lisas para que combinen con la ropa. Varias fuentes suministran tallas a los fabricantes de bolsas. Hay cinturones elásticos de bolsa disponibles para la actividad física extrema, pero algunos requieren que la bolsa se lleve lateralmente para que no se llene del todo y el ajuste apretado causa el aplastamiento de los residuos.

## Cuidados de rutina
Las personas con colostomías deben llevar un sistema de bolsa de ostomía para recoger los residuos intestinales. Por lo general, la bolsa debe vaciarse o cambiarse un par de veces al día dependiendo de la frecuencia de actividad; en general, cuanto más alejada del ano (la parte de más “arriba” del tracto intestinal) esté la ostomía, mayor será la producción y más frecuente la necesidad de vaciar o cambiar la bolsa. Las personas con colostomías que tienen ostomías del colon sigmoide o del colon descendente pueden tener la opción de irrigación, lo que permite que la persona no use una bolsa, sino solo una gasa sobre el estoma y pueda programar la irrigación para los momentos convenientes. Para irrigar, se coloca un catéter dentro del estoma y se lava con agua, lo que permite que las heces salgan del cuerpo hacia la manga de irrigación. La mayoría de los colostomizados irrigan una vez al día o cada dos días, aunque dependerá de la persona, de su ingesta de alimentos y de su salud.

## Impacto
Normalmente lleva un tiempo ajustarse a los sistemas de ostomía, lo que incluye el tiempo necesario para aprender cómo usarlos y cambiar la bolsa, así como para adaptarse psicológicamente. El periodo de adaptación puede durar más de un año. Debido a la vergüenza o al estigma asociado con un sistema de ostomía, una persona que lo lleve puede experimentar aislamiento social, depresión y cambios en su función sexual, así como complicaciones físicas como el cambio de peso.